# Nicolas Touzaint

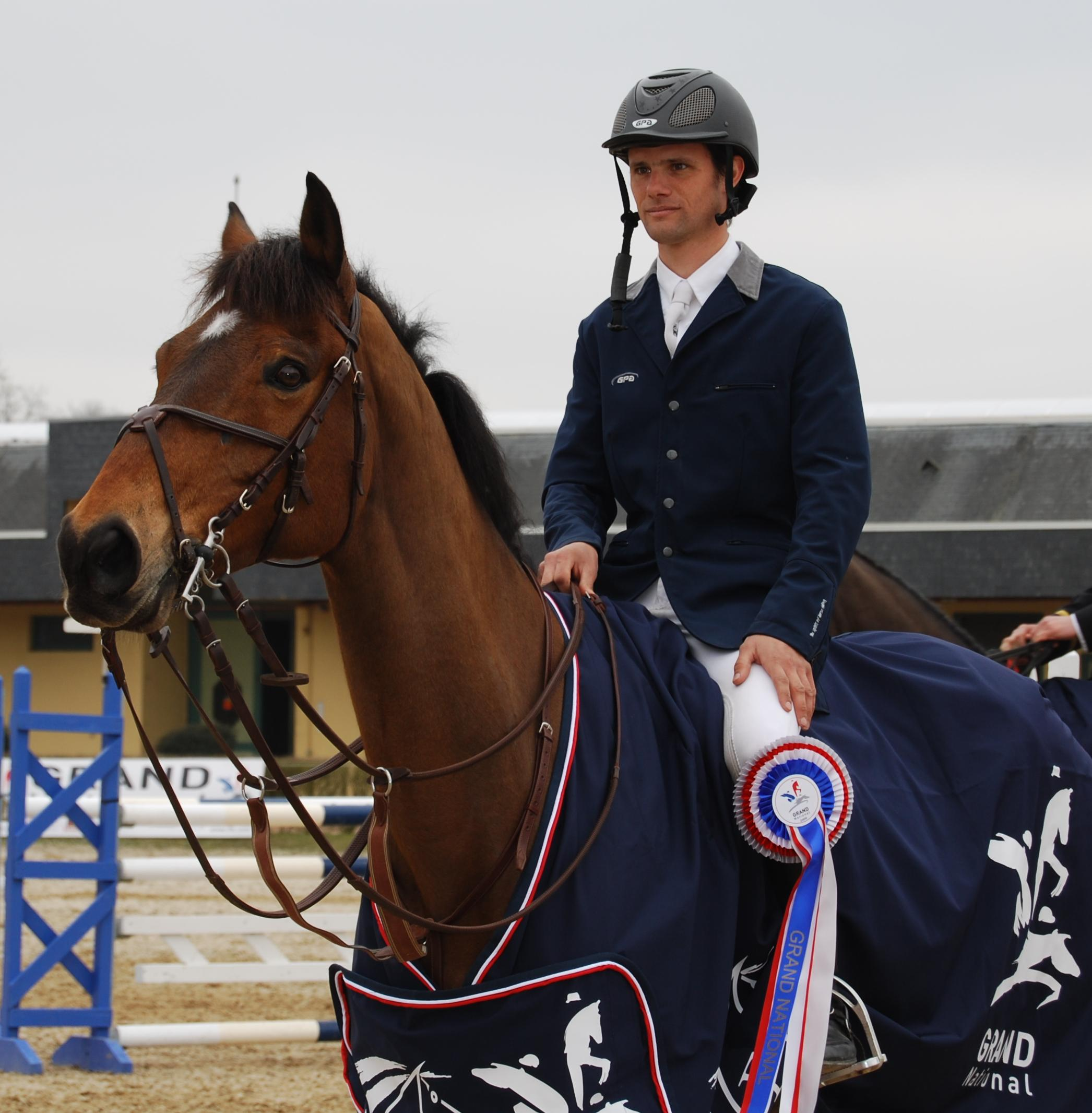
Nicolas Touzaint (2009)

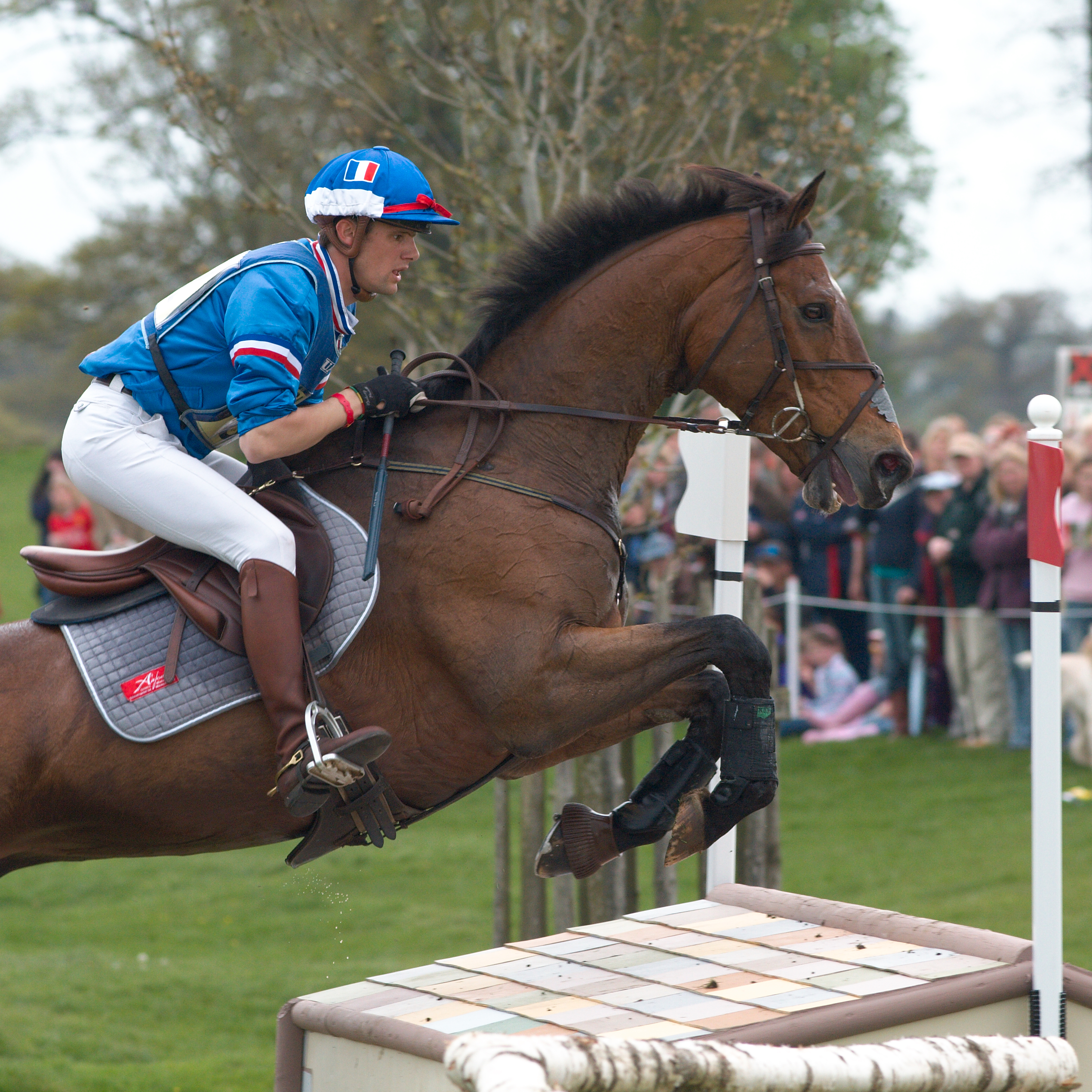
Nicolas Touzaint mit Hidalgo de l'Ile, Badminton Horse Trials 2008

Nicolas Touzaint (* 10. Mai 1980 in Angers) ist ein französischer Vielseitigkeitsreiter. Der ausgebildete Reitlehrer ist Olympiasieger sowie zweifacher Europameister und gehört zu den erfolgreichsten Reitern der Gegenwart.
Sein Vater Jean-Yves war 1975 und 1976 französischer Meister in der Vielseitigkeit, sein Onkel Thierry Touzaint war Nationaltrainer in dieser Disziplin. Die ersten Erfolge auf internationaler Ebene feierte Touzaint im Jahr 1997, als er bei der Junioren-Europameisterschaft in Walldorf Erster in der Mannschaftswertung und Dritter im Einzel wurde. 2003 gewann er bei der Europameisterschaft im irischen Punchestown die Goldmedaille im Einzel und die Silbermedaille in der Mannschaftswertung.
Touzaints größter Erfolg ist der Gewinn der Mannschafts-Goldmedaille bei den Olympischen Spielen 2004 in Athen. Die Franzosen waren zunächst Zweite geworden, doch die deutsche Mannschaft wurde nachträglich auf den vierten Platz zurückgesetzt, da Bettina Hoy beim Springreiten die Zeitmessung zu früh ausgelöst hatte. Der Internationale Sportgerichtshof bestätigte die Entscheidung der Jury.
Bei der Europameisterschaft 2005 in Woodstock erreichte Touzaint den zweiten Platz mit der Mannschaft. Zwei Jahre später folgte in Pratoni del Vivaro mit dem Sieg in der Einzelwertung der zweite Europameistertitel, hinzu kam der zweite Platz mit der Mannschaft. Ebenfalls 2007 konnte Touzaint mit den Étoiles de Pau erstmals einen Wettbewerb der höchsten Kategorie CCI**** für sich entscheiden, 2008 folgte der Sieg bei den Badminton Horse Trials.

## Erfolge
- Junioren-EM 1997: 1. Teamwertung, 3. Einzel (auf Galan de Sauvagère)
- Europameisterschaft 2003: 1. Einzel, 2. Teamwertung (auf Galan de Sauvagère)
- Olympische Spiele 2004: 1. Teamwertung, 9. Einzel (auf Galan de Sauvagère)
- Europameisterschaft 2005: 2. Teamwertung (auf Hildago de l'Île)
- Finale des Weltcups der Vielseitigkeitsreiter 2006: 1. Platz (auf Galan de Sauvagère)
- Europameisterschaft 2007: 1. Einzel, 2. Teamwertung (auf Galan de Sauvagère)
- Sieger Étoiles de Pau: 2007 (auf Hildago de l'Île)
- Sieger Badminton Horse Trials: 2008 (auf Hildago de l'Île)
- Olympische Spiele 2024: 2. Platz Teamwertung